# Калиграфия
Калиграфията (от гръцки: κάλλος – „добър“ и γραφω – „пиша“) е изкуството на красивото писане, краснопис . Съвременната дефиниция на калиграфската практика е „изкуството на оформяне на знаците по експресивен, хармоничен и майсторски начин“.
Историята на красивото писане на ръка е неразривно свързана с историята на писмеността и почерка и се различава според писмените системи – различават се източноазиатска, арабска, еврейска, европейска и други калиграфии. От друга страна, във всяка отделна школа се забелязва естетическа еволюция, но ограничена от техническите умения, скоростта на преписване и материалните затруднения. Всеки стил на писане се нарича отделен краснопис и понякога има име (например куфийски (среща се и като куфически) стил и стил насталик в арабската калиграфия).
В съвременността калиграфията е жива под формата на хоби и изкуство и дори изживява нов подем с навлизането на компютрите. Тя продължава да процъфтява под формата на функционални ръкописни надписи като покани за сватби или други важни събития, при създаването на шрифтове, оригинални ръкописни логотипи, в религиозното изкуство, при монументалните надписи. Използва се и за реклама, в киното и телевизията, в актове за раждане/смърт, карти и други творби, където изгледът на надписите има значение. В някои творби на изящните изкуства абстрактното изразяване на ръкописните символи дори може да притъпи или направо да заличи тяхната четливост.

## Материали и инструменти
Минималният набор от материали и инструменти се състои от хартия или пергамент, перо, четка или друг инструмент за писане и туш или мастило. В съвременната калиграфия могат да се използват писалки с различни цветове, акварел, гваш, спрей с боя (за графити), пастел, въглен и много други.
Традиционната източноазиатска калиграфия използва четчици и китайски туш, който се прави от сажди и животински мазнини. Обикновено е в твърд вид и трябва да се стрие с помощта на специален камък, след което се разрежда с вода, така течността за писане се приготвя от самия калиграф и е част от неговото изкуство.
В арабската калиграфия традиционно се използва перо от изсушена тръстика или бамбук, а мастилото, което често е цветно, се избира с такава гъстота, че по-големите щрихи в композицията могат да изглеждат много динамични. Освен върху хартия ислямските калиграфи пишат върху керамични плочки, съдове, килими. Монетите са също поле за изява на калиграфското изкуство. През 692 г. ислямският халифат заменя изображенията върху тях с думи, например при златните динари с голям номинал. Най-общо текстът съдържа цитати от Корана. Към X век персийците, които приемат исляма, започват да втъкават надписи върху украсена коприна, които са така ценни, че кръстоносците ги пренасят в Европа като ценна плячка.

## История

### Източноазиатска калиграфия
Калиграфията се развива най-напред в страните с логографическа писменост. Към 3 век вече има китайски трактати по калиграфия и тя е призната за изкуство. Двете използвани днес системи от този тип в Източна Азия са китайската писменост и възникналите под нейно влияние японски канджи. Тук за целите на калиграфията се използва обикновено китайски туш и специална четчица. Калиграфията (на китайски: 書法, шуфа, на японски: 書道, шодо:, на корейски: 書藝, сое, в превод „пътят на писмото“) в Източна Азия се смята за важно изкуство, изтънчена форма на живописта, и е оказала влияние върху развитието на живописните стилове с подобна техника, като например гохуа.
Характерна черта на източно азиатската калиграфия е, че тя се изучава предимно от аристокрацията и то в продължение на много години, за да се постигне съвършенство. Това изкуство изисква максимална съсредоточеност и спонтанност при изпълнението и е подложено на въздействието на естетиката и практиката на дзен будизма, а в самия дзен тя е средство за медитация, път на познанието и духовно завещание на учителя .

#### Техника
Традиционната източноазиатска калиграфия използва т.нар. „четири съкровища“ (на Chinese (Taiwan): 文房四寶/на Chinese (China): 文房四宝) или „четири приятеля“ (на корейски: 문방사우 или 文房四友) за изписване на китайските букви: четчици за туш, китайски туш в твърд вид, приспособление (камък за стриване) за приготвяне на течен туш и хартия. Към тях могат да се добавят подложки и тежести за хартията.
Основните параметри, определящи крайния резултат в работата на калиграфа, са формата, размерът, материалът на косъма на четката, цветът и плътността на туша (мастилото), както и качествата на хартията – нейната повърхност и способност да попива мастилото. Техниката на писане е също много важна. Калиграфът определя какво количество туш ще вземе с четката и след това как ще нанася с нея щрихите. Тук играят роля натискът, наклонът и посоката на движение. В крайна сметка „духът“ на калиграфията се определя от скоростта, ускоренията и забавянията на ръката, обръщанията, ъглите и редът на полагане на щрихите.

#### Китайска калиграфия
Писменият китайски език си служи с китайски йероглифи (漢字/汉字 пинин: hànzì), които са сигли: всеки символ представлява семема или морфема (смислена частица на езика), както и една сричка; писменият език по този начин може да бъде определен като морфемо-сричково писмо.
Китайските йероглифи се изменили с времето от най-ранните си форми. Идеята, че всички китайски йероглифи са или пиктограми, или идеограми, е погрешна: повечето йероглифи съдържат фонетични части и са комбинирани с фонетични компоненти и семантични корени. Само най-простите йероглифи, като жън 人 (човек), жъ 日 (слънце), шан 山 (планина), шуей 水 (вода), имат изцяло пиктографски произход. През 100 г., бележитият учен Сю Шън (許慎, Xǚ Shèn) от династия Хан, класифицира йероглифите в шест категории, а именно пиктограми, прости идеограми, сложни идеограми, фонетични заемки, фонетични сложни и производни йероглифи. От тях само 4% са пиктограми и 80 – 90% са фонетичен комплекс, съставен от семантичен елемент, който носи значението, и фонетичен елемент, който показва произношението. В речника Канси има признати 214 корена, които дават семантичното значение.
Съвременните йероглифи са стилизирани съгласно стандартната азбука (楷书/楷書 kǎishū). В източно азиатската калиграфия се използват много други писмени стилове, включително графичен стил (печатен) (篆书/篆書 zhuànshū), курсивен шрифт (небрежно писмо)(草书/草書 cǎoshū) и графичен стил (чиновническо писмо) (隶书/隸書 lìshū). Художниците калиграфи могат да пишат както традиционни, така и опростени йероглифи, но повечето предпочитат традиционните.

#### Японска калиграфия
Японската калиграфия се появява през VII век въз основа на китайските стилове. Японските калиграфи създават няколко нови стила, които се отличават с по-голяма простота и емоционалност. Японските логограми обозначават цели понятия, притежават дълбок философски смисъл и способстват за формиране на структурно-образно възприятие у хората. През епохата Едо (1600 – 1868) се появяват декоративни стилове като кабуки-модзи и дзьо-рури-модзи, които са използвани при създаването на афиши и програми за театрите Кабуки и Дзьорури.
Изкуството на японската калиграфия изисква максимална съсредоточеност и спонтанност при изпълнението. Намирайки се под въздействието на естетиката и практиката на дзенбудизма, в самия дзен тя е средство за медитация, път на познание и духовно завещание на учителя.
Съвременната японска калиграфия запазва многовековните традиции и на тяхна основа създава и развива нови направления. В 1948 г. е създадена „Асоциация на майсторите на съвременната калиграфия“, която и до днес е една от водещите световни организации и организира ежегодни изложби. Характерна особеност на японската калиграфия от XX век са окрупнените и обобщени образи, изписани в динамичен маниер, както и принципът на „артистична игра с четка и туш“.

### Ислямска калиграфия
Ислямската калиграфия (араб. хатт (خط), производна от „линия“ или „дизайн“.) заема особено място в ислямското изкуство и възниква в процеса на преписване на Корана. По тази причина написаното слово само по себе получава сакрален смисъл. По думите на Кази-Ахмед ибн Мирмунши ал-Хюсейн (16 в.) „мистичното отношение към писаното слово в мюсюлманския Изток превръща самия процес на преписване на Корана в акт, тясно свързан с религиозната догма на опрощаване на греховете“. Историята на арабско-ислямската калиграфия е неразривно свързана с историята на самия Коран и с необходимостта от записване и украсяване на Божието слово. Ранните арабски стилове се развиват в Арабския халифат по време на Умаядската династия (661 – 750) и в началния период от управлението на Абасидите (750 – 1258).
Още през IX век багдадските халифи започват да събират големи библиотеки и да строят специални центрове (най-известният е „Дар ал-хикма“ – Дом на мъдростта), в които се трудят преводачи и преписвачи. Благодарение на това през XIII век в Багдад има библиотеки с по няколко десетки хиляди книги. След преминаването от пергамент към хартия много повече писари започват да преписват Корана и да превеждат гръцки, пехлевийски (средноперсийски) и коптски книги по история и медицина. В някои от тях вече има рисунки и географски карти. По-късно се появяват поетически сборници (дивани), трудове по генеалогия и др.

#### Калиграфски стилове
Стилът на писане зависи от много фактори: мястото и времето, умението на самия майстор, значение има и цветът на мастилото. Някои ислямски калиграфи използват за преписи на Корана само мастило, което е било в Мека. С разпространението на книгите все по-популярни стават курсивните стилове, които позволяват по-бързо писане.
Първите преписи на Корана са направени в куфийски стил (по името на град Куфа), при който буквите имат ъгловати форми. Този стил се развива докъм XII в. и има местни вариации, обусловени от разпространението на арабската писменост през този период от Средна Азия до Пиренейския полуостров (Ал-Андалус). Появяват се разновидности като характерните за Иран източен и квадратен куфийски шрифт, западноафриканският магребски шрифт, развива се класическият орнаментиран куфийски шрифт, който се използва и до днес в архитектурата и декоративното изкуство.
След XII в. куфийският стил се запазва като „литургичен“, използван предимно за свещени текстове, докато курсивните стилове (например сулус) се използват широко в области, които не са тясно свързани с религията.
Краят на Абасидския халифат бележи поврат в развитието на калиграфското изкуство. В Иран и Близкия изток се появява нов шрифт – насталик, който и до наши дни определя калиграфската естетика в този регион. Египет се превръща във важен център, където продължава еволюцията на монументалните курсивни шрифтове като сулус и мухаккак. Тогава се оформя и групата от шест „канонични“ шрифта – сулус, мухаккак, насх, тауки, райхани и рика. В Западна Африка се запазва магребският шрифт, използван в първите столетия от разпространението на исляма.
В Моголската империя, Персия и Османската империя държавната администрация често използва фермани, защото макар султанът да притежава авторитета на върховен застъпник на шариата, се налага издаването на допълнителни укази и декрети. . Ферманите са писани на ръка, образци са на арабското калиграфско изкуство и са скрепени с печата на султана (тура).

#### Особености
Коранът директно забранява на хората да изобразяват хора, животни или Аллах, защото се счита, че да боготвориш Аллах чрез картина е богохулство. Аналогично правило се разпростира и върху изображението на всяко друго същество, дори и неотнасящо се към религията, практически по същите причини. Но е разрешено да се изписват калиграфски форми, от които може да се образува изображение (калиграма).

#### Пропорции
Арабските майстори се отнасят към калиграфията като към точна наука. При изписването на думите се отчита височината на вертикалните букви и ширината на думата в реда. Ширината на буквата е съставена от два или три ромба (или точки). Основен елемент при съставянето на пропорциите е размерът на първата буква от арабската азбука „алиф“, която представлява права вертикална черта. Височината на алиф е от 3 до 12 точки в зависимост от стила и индивидуалния почерк на калиграфа. Ширината на алиф е равна на една точка. Алиф служи и за диаметър на мислен кръг, в който могат да се впишат всички арабски букви. По този начин всеки писар сам установява пропорциите си по три елемента: височината и ширината на алиф и мисленият кръг, описан около него.

#### Калиграми
Калиграмите са зооморфни, антропоморфни и фигурални композиции, съставени от букви. Най-често за тях се използват популярни фрагменти от Корана. Техният статут в ислямската артистична традиция е особен и богословите гледат на тях с подозрение, защото с тях дискретно се заобикаля забраната за изобразяване на живи същества. Измежду най-популярните форми на калиграми са птиците, които имат и религиозно значение – достатъчно е да се спомене митологичната птица Симург, символ на Бога при персийските мистици. Формата на щъркел е придобила голяма популярност главно благодарение на османския калиграф от XVIII век Мустафа Раким, създал най-известната такава калиграма. На шиитите принадлежи друга любима форма – тази на лъва, символизиращ Али ибн Аби Талиб, а калиграмата във формата на светилник често се появява в михраба на сунитските джамии – алюзия на кораничните знамения.

### Еврейска калиграфия
Специфична форма на еврейската калиграфия е микрокалиграфията или микрографията (гръцки: Μικρογραφία), която се развива през IX век и има свои паралели в християнството и исляма. При нея се изписват миниатюрни еврейски букви, с които се изграждат по-едри геометрични и абстрактни форми. Обичайно се изпълняват в черно и бяло, но има и цветни произведения, които са особено впечатляващи. Така чрез изписване на дребен текст се изгражда изображение, което гледано отдалеч, се възприема само като изображение, но отблизо може да се разчете и изграждащият го текст. Един съвременен аналог на тази техника е фотографската мозайка.
Тази форма на изкуство, както и при калиграмите, спазва забраната за изобразяване на хора и животни, наложена на евреите от втората от десетте Божи заповеди, като предлага решение за художника, който спазва еврейския закон, защото изписва само текст. Същата форма на микрография се прилага и при арабската калиграфия.

### Западноевропейска калиграфия
Западноевропейската калиграфия се разпознава по латинската азбука, която се развива от финикийската през гръцката и етруската азбука. Ръчно изписани букви, чиято форма е плод на 3000 години еволюция, се използват в Европа докъм средата на XV век, когато е изобретено книгопечатането.
Първата латинска (или още римска) азбука се появява около 600 г. пр. Хр. в Рим и през II и III век се развиват римската имперска писменост, съдържаща само главни букви с еднаква височина (стил унциал), и римското ръкописно писмо (на английски: Roman cursive) за ежедневна употреба. В своя апогей Римската империя се разпростира в почти целия познат тогава свят, достигайки на север до остров Великобритания. След нейния упадък литературното ѝ влияние се запазва чрез религията. Когато преписвачите и културният живот се преместват към манастирите, унциалът бива избран като по-удобен за преписване на Библията и други религиозни текстове. Всеки регион развива свой собствен стандарт, носещ името на съответния манастир, като в повечето случаи стилът става почти ръкописен (полуунциал) и слабо четлив. Именно манастирите успяват да запазят калиграфската традиция по време на IV и V век, когато Римската империя се разпада. 
През Ранното средновековие калиграфията играе незаменима роля за запазване и разпространяване на всички книги в европейската литература. За да се запази целостта на текста, изписването до известна степен се променя, като често се използват абревиатури и лигатури (слято писане на букви). В Европа, за разлика от исляма и юдаизма, религиозните книги съдържат илюстрации и рисунки.
Християнските църкви спомагат за развитието на калиграфията чрез извършването на многобройни преписи на Библията, особено на Новия завет, и на други текстове. Преписването се извършва предимно в стил унциал и полуунциал. През VII-VIII век настъпва разцветът на илюстрованите ръкописи от типа на Линдисфарнските евангелия, Келската книга и Book of Durrow.
Каролингският Ренесанс насърчава още повече дейността на скрипториите (писарските центрове) и в резултат е разработен нов стил на писане, развит от няколко известни манастира през VIII в. Стиловете унциал и полу-унциал съдържат само главни букви еднаква височина. От бързо написани на ръка текстове постепенно се развиват стилове с малки букви (минускули), наречени курсиви, които първоначално се използват само за бизнес кореспонденция, но не и за официални текстове. Малките букви имат окончания, протягащи се над и под еднородното тяло. Ученият богослов Алкуин от Йорк въвежда простата, четлива, красива и изчистена от лигатури форма на буквите, наречени каролингски минускули и в религиозните текстове.
През XI в. каролингският шрифт еволюира в готически (на английски: blackletter), който е по-компактен и позволява на страницата да се събере повече текст. Готическите калиграфски стилове стават преобладаващи в Европа и през 1454 г., когато Йохан Гутенберг създава първата печатарска преса в Майнц, Германия, той избира готическата калиграфия като образец за своя първи печатен шрифт. По-точно за модел на първите букви за механичен набор служи ръкописното писмо, известно като textur или textualis, използвано от писарите из немскоезичните територии, оформило се под силното влияние на готическия ръкописен шрифт. В Германия центрове на калиграфията през Средновековието са Аугсбург и Нюрнберг. Известни калиграфи са аугсбургецът Улрих Талер и нюрнбергските семейства Глокендон и Нойдьорфер.
В отговор на навлизането на печатните книги, които стават по-достъпни, но не са особено красиви, по време на Ренесанса и на барока се появява стремеж към по-красиво ръчно изписване, както и към създаване на нови печатни шрифтове. Този процес процъфтява най-вече в Италия, Франция и Англия, където се множат специализираните книги за краснопис. През XV век каролингските текстове са преоткрити отново и стават основа за създаването на шрифта „хуманистичен минускул“ или littera antiqua. През XVII век във Франция поради големия поток от документи, изписани с най-различни почерци, на държавно ниво се взема решение писането да става само с три стила: Coulee, Rhonde и бързописен стил, наречен Bastarda. През XVIII век из Европа и по света се разпространяват английските шрифтове.

### Източноевропейска калиграфия
В славянската писменост, започнала своето развитие през IX век, писмената система и нейният външен вид силно се различават от тези при латинския език. В продължение на няколко века се употребяват заедно глаголица и кирилица, но постепенно кирилицата се налага, като отделни откъси или думи на глаголица се откриват в кирилски ръкописи до XIV век. След IX век в зависимост от предназначението на текста се развиват различни шрифтове – устав, полуустав, попгерасимово писмо, всички под силно влияние на гръцкия минускул (бързопис).
Най-ранната форма на изписване на кирилицата получава наименованието устав. Той, както и глаголицата, се изписва само с малки букви. Главната му особеност е силната отчетливост и прави линии в начертанията на буквите. Болшинството форми са ъгловати, буквите имат широк, тежък характер, изписват се с широко перо, а между думите липсва разстояние. Към XIV век започва развитието на по-олекотения стил полуустав. За него е характерно по-светло и закръглено изписване с по-дребни букви. Има голям брой знаци над редовете (например „титла“ и „слово титла“ използвани в богослужебните книги), въведени са и препинателни знаци. Буквите са с по-голяма подвижност и размах, имат множество долни и горни камшичета.
Усъвършенства се и оформлението на ръкописните книги. Под влияние на украсата, възприета във византийските ръкописи, през XIII – XIV век в славянските книги се налагат заставки (украсени композиции преди началото на блок с текст), инициали (украсена начална буква) и концовки (завършващи орнаментални мотиви в края на текста). Появяват се илюстративни цикли в царските кодекси – като Томичовия псалтир около 1360 г., Лондонското евангелие от 1356 г., Манасиевата летопис от 1344 – 45 г., Мюнхенския сръбски псалтир от края на XIV век, Киевския псалтир от 1397 г. Първата буква се украсява и оцветява в червен, син или зелен цвят или се изписва със злато.
Най-значимите писарски средища в България през XV – XVIII в. са манастирите в Етрополе, Карлово, Аджар, Куклен, Котел. Ръкописите, произлезли от Етрополската калиграфска школа, са изписани с шрифт „етрополски калиграфски полуустав“ с изразен орнаментален характер и подчертана геометрична правилност.
Ръкописното писмо за ежедневна употреба почти не е изучавано в българските килийни училища. Това последователно свързване на буквите в цяла дума е изучавано допълнително и е наричано „вързано писмо“. Такъв начин на писане са изучавали само по-напредналите ученици и е белег за високо ниво на грамотност. След Освобождението с калиграфско ръкописно изписване на текста са създавани и подписвани държавните документи на Народното събрание, княз Александър Батенберг и цар Фердинанд.

## Съвременно развитие
След като книгопечатането става широко разпространено, изготвянето на илюстровани ръкописи започва да запада, но това не означава край на калиграфията. В края на XIX век се наблюдава възраждане на интереса към нея, под въздействие на естетиката и философията на Уилям Морис. В началото на XX век калиграфията в Англия преживява нов разцвет с работата на Едуард Джонстън, който се сочи за баща на съвременната калиграфия.
Джонстън отделя голямо внимание на естетиката, изучава илюстровани ръкописи в Британския музей и образци на съвременните му архитекти. Той има интерес към калиграфия с писалка с широк писец, днес стилът е наричан Foundational hand. Със своята загриженост за ценностите в занаятите и с ентусиазма си към оформлението на буквите той прехвърля мост между движението Изкуства и занаяти и популярните шрифтове в книгопечатането. Известен е с работата си като преподавател и автор на редица книги – неговата Writing & Illuminating, & Lettering (1906) оказва голямо влияние върху поколения английски типографи.
Друго известно име в Англия е това на Грейли Хюит, ученик на Джонстън. Негова е заслугата за съживяване на интереса към прилагането на златно фолио в калиграфията, а между 1915 и 1943 г. проектира множество шрифтове. Хюит е сред основателите на първото калиграфско дружество Society of Scribes & Illuminators през 1921.
Други известни калиграфи от XX век са Анна Симонс, Рудолф Лариш, Рудолф Кох. Техните работи са свързани не само с калиграфията, но и с изработката на нови шрифтове, които продължават да се използват. Шрифтовете, включени във всеки софтуер за текстообработка или в професионални дизайнерски програми като Adobe InDesign, дължат много на работата на такива дизайнери.
Съвременната западноевропейска калиграфия не спира своето развитие. Следва да се спомене калиграфският препис на Библията, направен от Доналд Джаксън, официален писар на кралица Елизабет II, по поръчка на бенедектинското абатство и Университета Сейнт Джон в Минесота (на английски: The Saint John's Bible)
В началото на 1950-те в калиграфията се появява абстрактно направление. Изписаните в този стил йероглифи практически са загубили конкретното си смислово значение и дават израз на експресивната импровизация. Абстрактната калиграфия пренася мислите на автора, неговите чувства и настроение по-открито и непосредствено към зрителя, като при това запазва традиционната култура на владеене на четката за туш.

## Цитирана литература
- ((en)) Mediaville, Claude. Calligraphy: From Calligraphy to Abstract Painting.   Belgium, Scirpus-Publications, 1996. ISBN 9080332518.
- ((en)) Zapf, H. Alphabet Stories: A Chronicle of technical developments.   Rochester, New York, Cary Graphic Arts Press, 2007. ISBN 9781933360225.
- ((en)) Henning, W.E. An Elegant Hand: The Golden Age of American Penmanship and Calligraphy.   New Castle, Delaware, Oak Knoll Press, 2002. ISBN 978-1584560678.